# Lawrence Eagleburger
Lawrence Sidney Eagleburger (Milwaukee, 1º agosto 1930 – Charlottesville, 4 giugno 2011) è stato un politico statunitense.
Ha ricoperto il ruolo di segretario di Stato degli Stati Uniti durante la presidenza di George H. W. Bush per poco più di un mese, dall'8 dicembre 1992 al 20 gennaio 1993.

## Biografia
Nato nel 1930 a Milwaukee, nel Wisconsin, ha studiato alla University of Wisconsin - Stevens Point, conseguì in seguito il bachelor e un master universitario presso la University of Wisconsin - Madison nel 1957. Dal 1952 al 1954 ha prestato servizio nell'esercito, dove ottenne il grado di tenente (First Lieutenant).
Lawrence Eagleburger è stato sposato dal 1966 con Marlene Ann Heinemann, dalla quale ha avuto tre figli, Lawrence Scott Eagleburger (detto "Scott"), Lawrence Andrew Eagleburger (detto "Drew") e Lawrence Jason Eagleburger (detto "Jason").

### Carriera politica
La carriera politica di Eagleburger comincia nel 1957, quando inizia a lavorare presso il servizio diplomatico degli Stati Uniti, occupando varie posizioni istituzionali in svariate ambasciate e nel Dipartimento di Stato.
A partire dal 1969 fu l'assistente di Henry Kissinger, allora National Security Advisor per il presidente Richard Nixon, incarico che mantenne fino al 1971. Nel 1975, dopo le dimissioni di Nixon, Eagleburger lasciò brevemente gli incarichi istituzionali, e fece rientro nel mondo della politica quando, nel 1977, il neoeletto presidente Jimmy Carter lo nominò ambasciatore statunitense in Iugoslavia. Eagleburger occupò questa posizione fino al 1980.
Nel 1989 George H. W. Bush lo nominò Vicesegretario di Stato e consigliere del presidente per gli affari relativi alla disgregazione della Iugoslavia, ruolo che ricoprì al meglio grazie agli anni trascorsi a Belgrado come diplomatico.
Il 23 agosto 1992 l'allora Segretario di Stato James Baker rassegnò le dimissioni dall'incarico per assumere la nuova posizione di Capo di gabinetto della Casa Bianca in occasione della campagna elettorale per la rielezione di George Bush. A Baker, secondo la gerarchia amministrativa, subentrò Eagleburger, che divenne prima (23 agosto - 8 dicembre) Acting Secretary of State, e infine Segretario di Stato, incarico che ricoprì fino alla conclusione naturale dell'amministrazione Bush, sconfitto alle elezioni presidenziali da Bill Clinton.
Negli anni successivi Eagleburger, pur non avendo più ricoperto incarichi diplomatici di grande prestigio, fece ancora parte della vita politica americana e del partito Repubblicano. Inoltre ricoprì l'incarico di consulente senior per la politica estera presso lo studio legale Baker, Donelson, Bearman, Caldwell & Berkowitz, ed è stato un membro del consiglio di amministrazione della Halliburton.

### Elezioni presidenziali del 2008
In occasione delle elezioni presidenziali del 2008, Eagleburger si lasciò andare a commenti controversi sia riguardo al candidato democratico (e futuro presidente) Barack Obama, sia riguardo al ticket presidenziale repubblicano. Eagleburger, in quanto repubblicano, supportò la candidatura di John McCain, ma criticò la scelta di Sarah Palin come candidata vicepresidente. Della Palin disse: "Non penso che al momento sia preparata per tenere in mano le redini della presidenza". Definì inoltre, il 2 novembre 2008, in un'intervista all'emittente Fox News, l'allora senatore e candidato democratico Barack Obama un "ciarlatano", riferendosi in particolar modo ai suoi metodi di campagna elettorale.
È deceduto il 4 giugno 2011, all'età di 80 anni, all'University of Virginia Medical Center a seguito di un infarto cardiaco ed è stato sepolto nel Cimitero nazionale di Arlington.